# Football Club Vysočina Jihlava
Football Club Vysočina Jihlava é um clube de futebol da cidade de Jihlava, na República Tcheca, usa como cores amarelo e azul. A equipa jogou pela primeira vez na Gambrinus Liga na Temporada 2005-06. Atualmente joga na Primeira Divisão da República Tcheca.

## Nomes
- 1948–1949 – PAL Jihlava
- 1949–1953 – Sokol Motorpal Jihlava
- 1953–1993 – Spartak Jihlava
- 1993–1995 – Spartak PSJ Jihlava
- 1995–1997 – PSJ Motorpal Jihlava (fusão com SK Jihlava)
- 1997–2000 – F. C. PSJ Jihlava
- 2000–...  – F. C. Vysočina Jihlava